# Cadet Soccer Stadium
Le Cadet Soccer Stadium, également connu sous le nom de Air Force Soccer Stadium, est un stade de soccer américain situé dans la ville de Colorado Springs, dans le Colorado.
Le stade, doté de 3 000 places et inauguré en 1995, appartient à la United States Air Force Academy et sert d'enceinte à domicile à l'équipe universitaire des Falcons de l'Air Force (pour ses équipes masculines et féminines).

## Histoire
La construction du stade, situé sur le campus de la United States Air Force Academy, débute en mai 1995 pour s'achever quelques mois plus tard. Il dispose à l'époque de 1 000 places.
Le 3 septembre 1995 a lieu le premier match féminin de l'histoire du stade, avec une défaite 2-0 des locales féminines des Falcons de l'Air Force contre les Rangers de Regis.
Le 22 novembre 1997 se déroule au stade un match du Championnat NCAA de soccer avec à la clé une défaite 3-2 des Falcons de l'Air Force contre les Bluejays de Creighton.
En 1998, le stade est rénové et la tribune est étendue de 2 000 places dans le but de pouvoir accueillir des matchs du tournoi NCAA.
En 2003, un éclairage permanent est ajouté au terrain,.
Le 15 novembre 2018, les Falcons de l'Air Force s'imposent 4-0 sur les Bears and Sugar Bears de Central Arkansas au premier tour de tournoi NCAA.